# Lithiumnitrid
Lithiumnitrid er en kemisk forbindelse mellem lithium og nitrogen med den kemiske formel Li3N. Det er det eneste stabile alkalimetalnitrid. Lithiumnitrid har en rød eller lilla farve samt et højt smeltepunkt.
Lithiumnitrid, Li3N, har en udsædvanelig krystalstruktur som består af to forskellige lag, et med kompositionen Li2N−  som indeholder et 6-koordineret lithiumcenter og et som kun består af lithiumkationer. Lithiumnitrid på fast form er en fast ion conductor og har den højeste ledningsevne blandt alle uorganiske lithiumsalte. Det er blevet extensivt studeret med det formål, at benytte det som en fast elektrolyt- og anodemateriale i batterier. Lithiumnitrid kan dannes direkte fra lithium og nitrogengas, enten ved at brænde lithium metal i ren nitrogengas, eller ved at lede nitrogen gennem en opløsning af lithium opløst i flydende natrium. Sidstnævnte metode giver det reneste produkt.

## Reaktioner
Lithiumnitrid reagerer voldsomt med vand og danner ammoniak:
Li3N (s) + 3 H2O (l) → 3 LiOH (aq) + NH3 (g)
Andre alkali- og jordalkalimetalnitrider reagerer tilsvarende pga. deres høje basestyrke. Den hypotetiske nitridion, N3−, ville være en ekstremt stærk Brønsted base. Den er en stærkere base end hydridanionen, og deprotoniserer dihydrogen:
Li3N (s) + 2 H2 (g) → LiNH2 (s) + 2 LiH (s)

## Anvendelse
Lithiumnitrid er blevet undersøgt som muligt stof til lagring af hydrogengas, idet hydrogengassen frigives igen ved opvarmning til 270 °C. Det er lykkedes at absorbere op til 11,5% (vægtprocent) hydrogengas.
Lithium danner små mængder af lithiumnitrid (samt lithiumoxid og lithiumcarbonat) når det bliver udsat for luft.